# Axis of Evil
Axis of Evil je album belgijske grupe Suicide Commando. Izašao je 2003.

## Popis pjesama
1. "Cause of Death: Suicide"
2. "Consume Your Vengeance"
3. "Face of Death"
4. "The Reformation"
5. "One Nation Under God"
6. "Mordfabrik"
7. "Evildoer"
8. "Sterbehilfe"
9. "Plastik Christ"
10. "Neuro Suspension"

## Vanjske poveznice
- Album na Discogs
- Web stranica benda